# العلاقات اللاوسية الماليزية
العلاقات اللاوسية الماليزية هي العلاقات الثنائية التي تجمع بين لاوس وماليزيا.

## مقارنة بين البلدين
هذه مقارنة عامة ومرجعية للدولتين:
| وجه المقارنة                                              | لاوس        | ماليزيا       |
| --------------------------------------------------------- | ----------- | ------------- |
| المساحة (كم2)                                             | 236.80 ألف  | 330.29 ألف    |
| عدد السكان (نسمة)                                         | 6.86 مليون  | 31.62 مليون   |
| الكثافة السكانية (ن./كم²)                                 | 28.97       | 95.73         |
| العاصمة                                                   | فيينتيان    | كوالالمبور    |
| اللغة الرسمية                                             | اللغة اللاو | لغة ماليزية   |
| العملة                                                    | كيب لاوي    | رينغيت ماليزي |
| الناتج المحلي الإجمالي (بليون دولار)                      | 16.85 مليار | 314.50 مليار  |
| الناتج المحلي الإجمالي (تعادل القوة الشرائية) بليون دولار | 38.71 مليار | 817.43 مليار  |
| الناتج المحلي الإجمالي الاسمي للفرد دولار أمريكي          | 1.82 ألف    | 9.77 ألف      |
| الناتج المحلي الإجمالي للفرد دولار أمريكي                 |             | 25.64 ألف     |
| مؤشر التنمية البشرية                                      | 0.575       | 0.779         |
| رمز المكالمات الدولي                                      | +856        | +60           |
| رمز الإنترنت                                              | .la         | .my           |
| المنطقة الزمنية                                           | ت ع م+07:00 | ت ع م+08:00   |

## منظمات دولية مشتركة
يشترك البلدان في عضوية مجموعة من المنظمات الدولية، منها:
| علم المنظمة | اسم المنظمة                        | تاريخ انضمام لاوس | تاريخ انضمام ماليزيا |
| ----------- | ---------------------------------- | ----------------- | -------------------- |
|             | أسيان                              | 23 يوليو 1997     | 8 أغسطس 1967         |
|             | البنك الدولي للإنشاء والتعمير      | 5 يوليو 1961      | 7 مارس 1958          |
|             | منظمة حظر الأسلحة الكيميائية       | ?                 | ?                    |
|             | منتدى آسيان الإقليمي ‏              | ?                 | ?                    |
|             | الأمم المتحدة                      | 14 ديسمبر 1955    | 17 سبتمبر 1957       |
|             | بنك التنمية الآسيوي                | 1966              | 1966                 |
|             | منظمة الشرطة الجنائية الدولية      | ?                 | ?                    |
|             | وكالة ضمان الاستثمار متعدد الأطراف | 5 أبريل 2000      | 6 ديسمبر 1991        |
|             | يونسكو                             | 9 يوليو 1951      | 16 يونيو 1958        |
|             | مؤسسة التنمية الدولية              | 28 أكتوبر 1963    | 24 سبتمبر 1960       |
|             | مؤسسة التمويل الدولية              | 29 يناير 1992     | 20 مارس 1958         |

## وصلات خارجية
- موقع وزارة الخارجية الماليزية